# Agladrillia gorgonensis
Agladrillia gorgonensis é uma espécie de gastrópode do gênero Agladrillia, pertencente a família Drilliidae.